# Климкин, Александр Владимирович
Александр Владимирович Климкин (род. 29 июля 1972) — российский волейболист и тренер. Мастер спорта России.

## Карьера игрока
Александр Климкин — трёхкратный чемпион России в качестве игрока (в составе ЦСКА и «Локомотива-Белогорье»), в 90-е годы привлекался в сборную России.

## Тренерская карьера

### В клубах
Окончив в 2011 году игровую карьеру, остался в «Нове» в качестве тренера. Через несколько месяцев был назначен главным тренером.
В 2015—2016 гг. возглавлял тренерский штаб ВК «Нижний Новгород» до его расформирования.
В 2017 году назначен главным тренером вновь образованного волейбольного клуба «Зенит» (Санкт-Петербург).
В апреле 2021 года возглавил «Динамо-ЛО». Помог команде добиться лучшего достижения в истории — 5-е место в чемпионате России в сезоне-2021/22.

### Всборной России
В качестве тренера помогал Владимиру Алекно на Олимпийских играх 2012 года в Лондоне и Андрею Воронкову в матчах Мировой лиги-2013.
В 2015 году был исполняющим обязанности главного тренера сборной России.

## Достижения

### В качестве игрока
ЦСКА (Москва)
- Чемпион России: (2) 1994, 1995
- Серебряный призёр чемпионата России: (1) 1993
- Обладатель Кубка России: (1) 1994

 «Локомотив — Белогорье» (Белгород)
- Чемпион России: (1) 2002

### В качестве тренера
«Зенит» (Санкт-Петербург)
- Серебряный призёр чемпионата России: (1) 2018